# Antonia (województwo mazowieckie)
Antonia – wieś sołecka w Polsce położona w województwie mazowieckim, w powiecie ostrołęckim, w gminie Łyse.
| SIMC    | Nazwa               | Rodzaj    |
| ------- | ------------------- | --------- |
| 0513350 | Leśniczówka Warmiak | część wsi |

Wierni Kościoła rzymskokatolickiego należą do parafii św. Stanisława Kostki w Zalasie.

## Historia
W latach 1921–1939 wieś leżała w województwie białostockim, w powiecie kolneńskim (od 1932 w powiecie ostrołęckim), w gminie Łyse.
Według Powszechnego Spisu Ludności z 1921 roku zamieszkiwało tu 119 osób w 20 budynkach mieszkalnych. Miejscowość należała do parafii rzymskokatolickiej w m. Zalas. Podlegała pod Sąd Grodzki w Kolnie i Okręgowy w Łomży; właściwy urząd pocztowy mieścił się w m. Łyse.
W wyniku agresji Niemiec we wrześniu 1939, miejscowość znalazła się w strukturach Landkreis Scharfenwiese (ostrołęcki) w rejencji ciechanowskiej (Regierungsbezirk Zichenau) Prus Wschodnich.
W latach 1975–1998 miejscowość administracyjnie należała do województwa ostrołęckiego.